# Hippie Masala
Pour les articles homonymes, voir Hippie (homonymie).
Pour plus de détails, voir Fiche technique et Distribution.
Hippie Masala, pour toujours en Inde (Hippie Masala, für immer in Indien) est un film documentaire suisse réalisé par le cinéaste Ulrich Grossenbacher et de l'anthropologue Damaris Lüthi, sorti en 2006.
Il a été nommé pour le prix du meilleur documentaire au prix du cinéma suisse en 2007. Il a également été présenté au Woodstock Film Festival en 2007, au festival de Locarno en et à l'International Film Festival of India en 2008.

## Synopsis
Le film est consacré aux conséquences de la migration hippie en Asie, principalement en Inde, en suivant six hippies : Cesare, l'italien, Erica et Gillian d'Afrique du Sud, Hanspeter, le Suisse, Meera de Belgique et Robert des Pays-Bas. L'un est un yogi dans une grotte, un autre a une ferme dans l'Himalaya, d'autres font des vêtements pour les hippies.